# 一枝梅 (越南佛教徒)
一枝梅（1934年2月20日—1967年5月16日），出生名潘氏梅，法号释女耀煌（音译），越南佛教徒，为抗议越南战争，于1967年5月16日在西贡自焚而亡。

## 生平
一枝梅于1934年2月20日出生在西宁省；1956年毕业于国家师范学校（Trường Quốc gia Sư phạm）1964年毕业于西贡文科大学，1966年毕业于万幸佛学高等学校（Trường Cao đẳng Phật học Vạn Hạnh）。毕业后，她在西贡的新定学校（trường Tân Định）担任小学老师。在西贡，她加入了“青年奉事社”（Thanh niên phụng sự xã hội）。在此期间，成为释一行的弟子，深受其左翼佛教观点的影响。
1967年5月16日上午7点20分，在西贡市第10郡的思严寺（chùa Tư Nghiêm）前，点燃汽油自焚而亡，享年33岁。在她自焚之前，她写了十封信，概述了她的反战信仰，并呼吁结束越南战争。

## 延伸阅读
- Chan Khong, Sister. (2007). Learning True Love. Berkeley: Parallax Press. See especially chapter 8, "Sister Mai," pp. 163–183.
- King, Sallie B. . Buddhist-Christian Studies. 2000, 20  [2019-03-02]. ISSN 0882-0945. JSTOR 1390328. （原始内容存档于2022-02-12）.
- Nhat Hanh, Thich. (1993). "The Path of the Return Continues the Journey" in Love in Action: Writings on Nonviolent Social Change. Berkeley: Parallax Press. pp. 12–37.
- Nhat Hanh, Thich & Daniel Berrigan. (2001). The Raft is not the Shore. Maryknoll (NY): Orbis Books. Especially the chapter on self-immolation pp. 63–73.